# All Blacks XV
Los All Blacks XV (anteriormente Junior All Blacks) es la segunda selección de rugby de Nueva Zelanda detrás de los conocidos All Blacks y está regulada por la New Zealand Rugby.

## Reseña
En una primera etapa los JAB fue una selección M23, y disputó varios partidos amistosos en el período de 1958 a 1984.
Su primer partido oficial fue en 2005 contra Queensland ganando por 48 - 10, luego se enfrentó dos veces a Australia A venciendo en ambas pero por un marcador más ajustado.
Este equipo compitió en 3 ediciones de la Pacific Nations Cup (PNC) contra las selecciones principales de Fiyi, Japón, Samoa y Tonga y también contra Australia A. En esos tres años consiguió el título sin perder ningún partido.
Aunque el anterior nombre de la selección usaba la palabra Junior (juvenil en inglés) sus jugadores no tienen limitación etaria para integrar la selección.

## Palmarés
- Pacific Nations Cup (3): 2006,[7] 2007[8] y 2009.[9]